# Conception de logiciel interactif
 (septembre 2017).
Si vous disposez d'ouvrages ou d'articles de référence ou si vous connaissez des sites web de qualité traitant du thème abordé ici, merci de compléter l'article en donnant les références utiles à sa vérifiabilité et en les liant à la section « Notes et références ».
La conception de logiciel interactif est l'ensemble des phases comprenant la conception d'un logiciel comportant un usage interactif. On y limite en général, le terme d'interactivité à celle qui a lieu entre la machine et l'humain, plus rarement l'animal, et où les interactions sont physiques (manipulation d'interface matérielle) et sensorielles, touché, comprenant le retour de force, visualisation, audition.
Dans le domaine de l'informatique en particulier, au niveau logiciel on parle souvent plus simplement d'interface. Le terme d'interface est également utilisé en informatique, au niveau matériel pour parler d'un connecteur.
La partie interactive de cette activité est un cas particulier de la conception d'interface homme-machine (IHM), ce terme regroupant également l'interface d'une machine-outil, d'un instrument de musique numérique, d'un véhicule ou un aéronef, ou à de nombreux autres types de machines. C'est une partie de la conception de produit liée à l'ergonomie.
La conception de ce type de logiciel comporte également d'autres facteurs, plus généraux aux logiciels. Elle peut selon le type d'application nécessiter un système temps réel. 

## Définition
Il existe de nombreuses méthodes de conception de logiciel interactif. La variété provient du type de produit concerné (paramétrage d'un système d'information, conception d'un jeu vidéo, conception d'un serveur vocal interactif, etc.), des facettes et propriétés du logiciel sur lesquelles se concentre la méthode (interface homme-machine seule, ensemble du produit, utilisabilité, fiabilité, coût de conception, etc.), et de la communauté professionnelle concernée (génie logiciel, ergonomie, designers, spécialistes du Web, spécialistes de l'interface homme-machine). Parmi les méthodes ou classes de méthodes rencontrées dans la littérature, citons :
- la conception itérative ;
- la conception centrée sur l'utilisateur ;
- la conception participative ;
- la conception contextuelle (contextual design) ;
- la conception par dérivation de modèles.

Il y a, depuis le milieu des années 1990, un débat entre chercheurs en interface homme-machine sur la nature de l'activité de conception :
- Certains considèrent que c'est une activité automatisable. Selon eux, étant donné une modélisation du domaine d'application et une modélisation de la tâche des utilisateurs (obtenue par analyse des tâches) il est possible de construire automatiquement une spécification du logiciel interactif. Cette approche a été populaire au milieu des années 1990, puis a reçu progressivement moins d'intérêt, jusqu'à l'apparition des téléphones portables à écrans et assistants personnels qui a provoqué un fort regain d'intérêt.
- D'autres affirment que la conception est une activité créative qui ne peut être automatisée, et que l'on peut au mieux vérifier automatiquement la compatibilité entre le logiciel conçu et la tâche des utilisateurs. Ils préfèrent donc mettre l'accent sur la production d'outils qui facilitent le travail des concepteurs, et permettent par exemple à un designer de concevoir une interface homme-machine.